# Seznam načelnikov generalštaba Finskih obrambnih sil
Seznam načelnikov generalštaba Finskih obrambnih sil.

## Seznam
- General Carl Gustaf Emil Mannerheim 1918
- Generalmajor Karl Fredrik Wilkman 1918
- Generalmajor Vilhelm Aleksander Thesleff 1918
- Polkovnik Karl Rudolf Walden 1918
- Generalmajor Karl Fredrik Wilkman 1919
- Generalmajor Kaarlo Edward Kivekäs 1919
- Generalmajor Karl Fredrik Wilkama 1919-1924
- Generalporočnik Vilho Petter Nenonen 1924-1925
- Polkovnik Lauri Malmberg 1925
- Generalporočnik Karl Fredrik Wilkama 1925-1926
- Generalporočnik Aarne Sihvo  22.5.1926 - 13.1.1933
- Generalporočnik Hugo Viktor Österman 1933-1939
- Maršal Carl Gustaf Emil Mannerheim 1939-1944
- General Axel Erik Heinrichs 1944-1945
- Generalporočnik Jarl Frithiof Lundqvist 1945-1946
- General Aarne Sihvo 1946-1953
- General Kaarlo Aleksander Heiskanen 1953-1959
- General Jaakko Sakari Simelius 1959-1965
- General Yrjö Ilmari Keinonen 1965-1969
- General Kaarlo Olavi Leinonen 1969-1974
- General Lauri Sutela 1974-1983
- General Jaakko Valtanen 1983-1990
- Admiral Jan Klenberg 1990-1994
- General Gustav Hägglund 1994-2001
- Admiral Juhani Kaskeala 2001-